# Artashat
Artashat (tiếng Armenia:Արտաշատ) là một thành phố thuộc tỉnh Ararat, Armenia. Dân số ước tính năm 2011 là 25568 người. Là một trong những thành phố cổ nhất của Armenia, Artashat là thủ phủ của tỉnh Ararat. Khu vực hiện đại của thành phố nằm trên tuyến đường sắt Yerevan-Nakhichevan-Baku và Nakhichevan-Tabriz và trên tuyến đường cao tốc Yerevan-Goris-Stepanakert. Tên gọi của thành phố có xuất xứ từ tiếng Iran và có nghĩa là "niềm vui của Arta". Được vua Artashes I thành lập năm 176 TCN, Artashat lúc bấy giờ là thủ đô của Vương quốc Armenia từ 185 TCN đến năm 120

## Khí hậu
Artashat có khí hậu bán khô hạn lạnh (phân loại khí hậu Köppen BSk).
| Dữ liệu khí hậu của Artashat            | Dữ liệu khí hậu của Artashat | Dữ liệu khí hậu của Artashat | Dữ liệu khí hậu của Artashat | Dữ liệu khí hậu của Artashat | Dữ liệu khí hậu của Artashat | Dữ liệu khí hậu của Artashat | Dữ liệu khí hậu của Artashat | Dữ liệu khí hậu của Artashat | Dữ liệu khí hậu của Artashat | Dữ liệu khí hậu của Artashat | Dữ liệu khí hậu của Artashat | Dữ liệu khí hậu của Artashat | Dữ liệu khí hậu của Artashat |
| Tháng                                   | 1                            | 2                            | 3                            | 4                            | 5                            | 6                            | 7                            | 8                            | 9                            | 10                           | 11                           | 12                           | Năm                          |
| --------------------------------------- | ---------------------------- | ---------------------------- | ---------------------------- | ---------------------------- | ---------------------------- | ---------------------------- | ---------------------------- | ---------------------------- | ---------------------------- | ---------------------------- | ---------------------------- | ---------------------------- | ---------------------------- |
| Trung bình ngày tối đa °C (°F)          | 1.9 (35.4)                   | 4.7 (40.5)                   | 12.4 (54.3)                  | 19.6 (67.3)                  | 25.1 (77.2)                  | 29.9 (85.8)                  | 34.4 (93.9)                  | 33.5 (92.3)                  | 29.2 (84.6)                  | 21.2 (70.2)                  | 12.9 (55.2)                  | 5.2 (41.4)                   | 19.2 (66.5)                  |
| Trung bình ngày °C (°F)                 | −2.6 (27.3)                  | −0.2 (31.6)                  | 6.5 (43.7)                   | 13.1 (55.6)                  | 18.0 (64.4)                  | 22.3 (72.1)                  | 26.4 (79.5)                  | 25.7 (78.3)                  | 21.1 (70.0)                  | 14.1 (57.4)                  | 7.1 (44.8)                   | 0.8 (33.4)                   | 12.7 (54.8)                  |
| Tối thiểu trung bình ngày °C (°F)       | −7.0 (19.4)                  | −5.0 (23.0)                  | 0.6 (33.1)                   | 6.6 (43.9)                   | 11.0 (51.8)                  | 14.7 (58.5)                  | 18.5 (65.3)                  | 18.0 (64.4)                  | 13.1 (55.6)                  | 7.0 (44.6)                   | 1.4 (34.5)                   | −3.5 (25.7)                  | 6.3 (43.3)                   |
| Lượng Giáng thủy trung bình mm (inches) | 19 (0.7)                     | 22 (0.9)                     | 27 (1.1)                     | 35 (1.4)                     | 46 (1.8)                     | 25 (1.0)                     | 12 (0.5)                     | 9 (0.4)                      | 11 (0.4)                     | 26 (1.0)                     | 22 (0.9)                     | 17 (0.7)                     | 271 (10.8)                   |
| Nguồn: Climate-Data.org                 |                              |                              |                              |                              |                              |                              |                              |                              |                              |                              |                              |                              |                              |

## Thành phố kết nghĩa
- Clamart, Pháp[5] từ 2003